# Scherzo op. 4 de Brahms
Le Scherzo op. 4 en mi bémol mineur est un scherzo pour piano du compositeur allemand Johannes Brahms. Écrit en 1851, le scherzo est dédié à « son ami Ernst Ferdinand Wenzel ». Il dure environ neuf minutes.

## Discographie
- Alexander Melnikov : Sonates pour piano nos 1 et 2 ; Scherzo op. 4. Les œuvres sont exécutées sur un Bösendorfer de 1875.